# Tomáš Frühwald
Tomáš Frühwald (Banská Bystrica, 23 settembre 2002) è un calciatore slovacco, portiere del Bohemians 1905.

## Carriera

### Club
Cresciuto nel settore giovanile del Ružomberok, ha debuttato in prima squadra il 25 agosto 2021 nell'incontro di Slovenský Pohár vinto 3-0 contro l'Oravske Vesele. Il 21 maggio 2022 ha esordito anche in Superliga nella partita vinta 3-1 contro il Sereď.
Il 5 settembre 2024 è stato acquistato a titolo definitivo dal Bohemians 1905, club della prima divisione ceca.

### Nazionale
Ha giocato con le nazionali giovanili slovacche Under-16 ed Under-21.

## Statistiche

### Presenze e reti nei club
Statistiche aggiornate al 7 giugno 2025.
| Stagione          | Squadra           | Campionato        | Campionato | Campionato | Coppe nazionali | Coppe nazionali | Coppe nazionali | Coppe continentali | Coppe continentali | Coppe continentali | Altre coppe | Altre coppe | Altre coppe | Totale | Totale | Totale |
| Stagione          | Squadra           | Comp              | Pres       | Reti       | Comp            | Pres            | Reti            | Comp               | Pres               | Reti               | Comp        | Pres        | Reti        | Pres   | Reti   |        |
| ----------------- | ----------------- | ----------------- | ---------- | ---------- | --------------- | --------------- | --------------- | ------------------ | ------------------ | ------------------ | ----------- | ----------- | ----------- | ------ | ------ | ------ |
| 2021-2022         | Ružomberok        | SL                | 1          | -1         | CS              | 3               | 0               | -                  | -                  | -                  | -           | -           | -           | 4      | -1     |        |
| 2022-2023         | Ružomberok        | SL                | 13         | -13        | CS              | 2               | 0               | UECL               | 0                  | 0                  | -           | -           | -           | 15     | -13    |        |
| 2023-2024         | Ružomberok        | SL                | 17         | -19        | CS              | 5               | -1              | -                  | -                  | -                  | -           | -           | -           | 22     | -20    |        |
| lug.-set. 2024    | Ružomberok        | SL                | 3          | -3         | CS              | 0               | 0               | UEL+UECL           | 4+4                | -6 + -4            | -           | -           | -           | 11     | -13    |        |
| Totale Ružomberok | Totale Ružomberok | Totale Ružomberok | 34         | -36        |                 | 10              | -1              |                    | 8                  | -10                |             | -           | -           | 52     | -47    |        |
| 2024-2025         | Bohemians 1905 B  | CFL               | 2          | -1         | -               | -               | -               | -                  | -                  | -                  | -           | -           | -           | 2      | -1     |        |
| 2024-2025         | Bohemians 1905    | 1L                | 11         | -20        | CRC             | 2               | -3              | -                  | -                  | -                  | -           | -           | -           | 13     | -233   |        |
| Totale carriera   | Totale carriera   | Totale carriera   | 47         | -57        |                 | 12              | -4              |                    | 8                  | -10                |             | -           | -           | 73     | 4      |        |

## Palmarès

### Club

#### Competizioni nazionali
- Coppa di Slovacchia: 1

Ružomberok: 2023-2024